# Joseph Hürbin

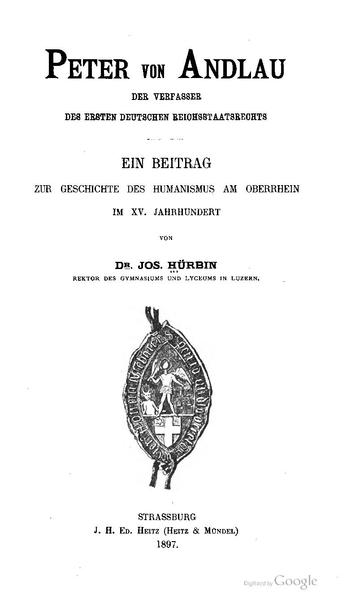
Peter von Andlau. Der Verfasser des ersten deutschen Reichsstaatsrechts, Strasburgo 1897

Joseph Hürbin (Zuzgen, 21 agosto 1863 – Berna, 23 agosto 1912) è stato uno storico e insegnante svizzero.

## Biografia
Hürbin studiò prima teologia e poi storia e conseguì il dottorato nel 1897 a Monaco con una tesi su Peter von Andlau. Fu insegnante presso il liceo di Lucerna, di cui in seguito diventò direttore e ispettore scolastico. Durante la sua carriera di insegnante continuò gli studi di storia; la sua opera principale è il Handbuch der Schweizer Geschichte ("manuale di storia svizzera"), pubblicato in due volumi dal 1900 al 1908.

## Opere
- (DE) Peter von Andlau, der Verfasser des ersten deutschen Reichsstaatsrechts. Ein Beitrag zur Geschichte des Humanismus am Oberrhein im XV. Jahrhundert, Strasburgo, 1897.
- (DE) Die Statuten der Juristen-Universitat Pavia vom Jahre 1396, Lucerna, Raber & Cie., 1898.
- (DE) Handbuch der Schweizer Geschichte. Due volumi, Stans, Hans von Matt, 1900-1908.
  - (DE) Von den ältesten Zeiten bis zum Eintritt von Basel und Schaffhausen in den Bund der Eidgenossen 1501, vol. 1, Stans, 1900.
  - (DE) Vom Eintritt von Basel und Schaffhausen in den Bund der Eidgenossen 1501 bis zur Bundesverfassung des Jahres 1874, vol. 2, Stans, 1908.

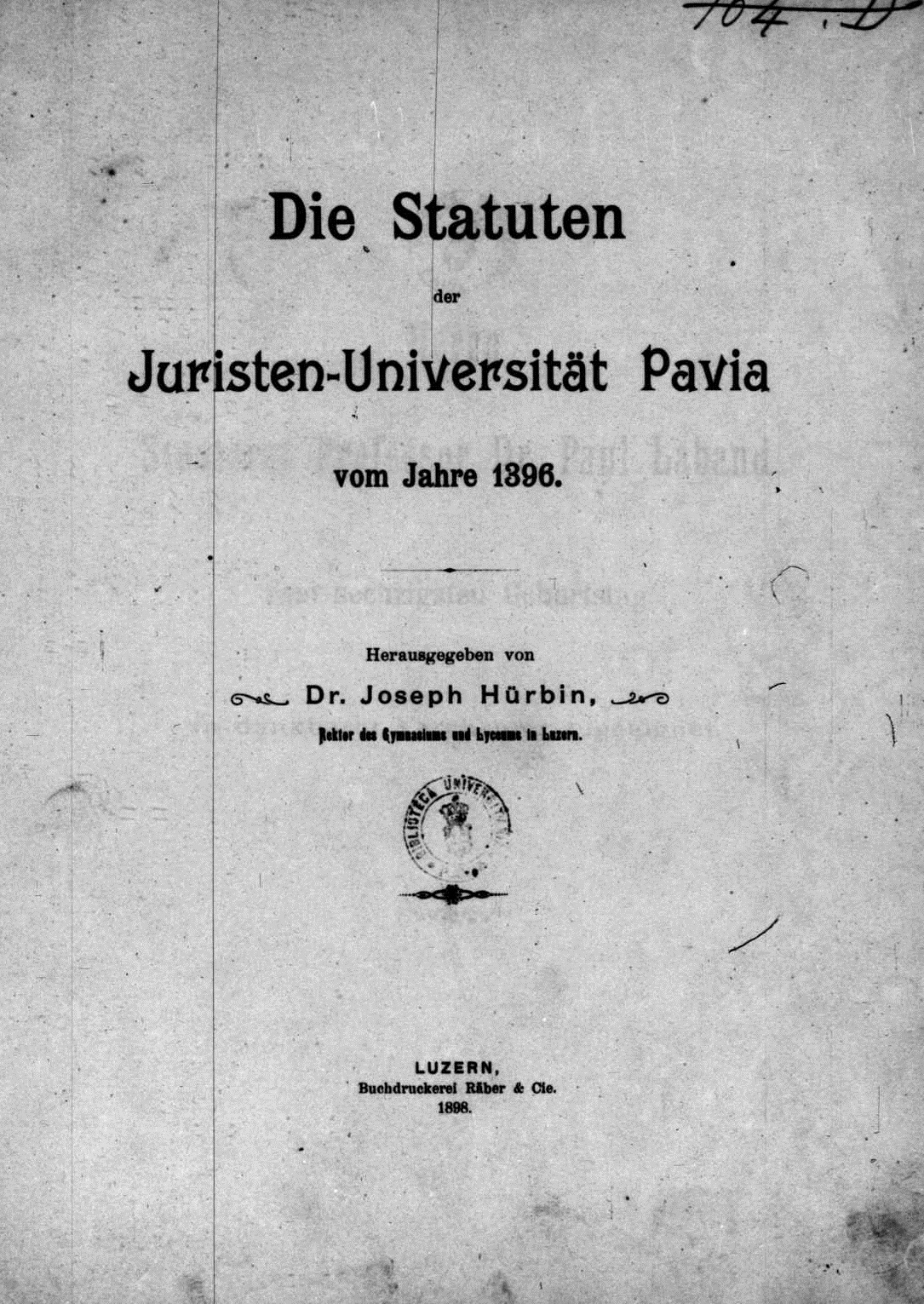
Die Statuten der Juristen-Universitat Pavia vom Jahre 1396, 1898